# 小川静香
小川静香（おがわしずか、4月13日 - ）は、日本のイラストレーター。大阪府出身。
2012年以降は佐倉りお(さくら‐)名義で活動している。

## 略歴・画風
2004年頃からアダルトゲームの原画や萌え系のムック等のイラストを中心に活動。
2005年、『電撃G's magazine』の読者参加企画「2/3 アイノキョウカイセン」でキャラクターデザイン・挿絵担当（二次元パート）に抜擢される。
同人サークル「くま×うさぎ」を主宰。(改名前は「Digitalian Cafe」名義で活動していた)
頭身の低い、丸っこい絵柄が特徴。

## 主な作品

### 原画
小川静香 名義
- 魔法使いのタマゴ（ZERO/2005年10月28日）
- WIZARD GIRL AMBITIOUS（Sugar Pot） SD&サブキャラ
- コレクションキング「エターナルドリーマー」・「ロストファンタジー」（ハンゲーム）
- 桃色大戦ぱいろん せりか／あると／るきの(SD版も込)

佐倉りお 名義
- 妹が僕を狙ってる（ALL-TiME/2012年4月27日）
- 好きで好きでたまらない（ALL-TiME/2012年12月24日）

### 挿画
- 2/3 アイノキョウカイセン（電撃G's magazine）